# Calle de las Maldonadas
La calle de las Maldonadas es una vía pública de la ciudad española de Madrid, situada en el barrio de Embajadores, distrito Centro.

## Descripción
La vía, que ya figuraba con el título actual en el plano de Espinosa, discurre desde la plaza de Cascorro hasta la de la Cebada. Aparece descrita en Las calles de Madrid (1889) de Hilario Peñasco de la Puente y Carlos Cambronero con las siguientes palabras:

Maldonadas. Entre las plazas del Rastro y de San Millán. En el plano de Texeira no tiene denominación; en el de Espinosa aparece con el nombre actual, pero formando escuadra y comprendiendo la actual calle del Cuervo. Se conservan antecedentes de construcciones particulares desde 1797. Tradición.—Dieron nombre á la calle dos hermanas de apellido Maldonado, muy conocidas en el barrio por sus virtudes. A ellas se atribuye la fundación del beaterio de San José, en la calle de Atocha, en unión de la venerable Antonia de Cristo.
(Peñasco de la Puente y Cambronero, 1889, pp. 310-311)